# Karl Gustavs socken, Västergötland
Karl Gustavs socken i Västergötland ingår i Marks härad, ingår sedan 1971 i Varbergs kommun i Hallands län och motsvarar från 2016 Karl Gustavs distrikt.
Socknens areal är 59,38 kvadratkilometer varav 53,0 land. År 2000 fanns här 468 invånare.  Kyrkbyn Karl Gustav med sockenkyrkan Karl Gustavs kyrka ligger i socknen.

## Administrativ historik
Socknen har medeltida ursprung. Namnet var före 24 september 1828 Skedeskamma socken
Vid kommunreformen 1862 övergick socknens ansvar för de kyrkliga frågorna till Karl Gustafs församling och för de borgerliga frågorna bildades Karl Gustavs landskommun. Landskommunen uppgick 1952 i Kungsäters landskommun som 1971 uppgick i Varbergs kommun samtidigt som länstillhörigheten övergick till Hallands län. Församlingen uppgick 2006 i Kungsäters församling som 2012 uppgick i Veddige-Kungsäters församling..
1 januari 2016 inrättades distriktet Karl Gustav, med samma omfattning som församlingen hade 1999/2000.  
Socknen har tillhört län, fögderier, tingslag och domsagor enligt vad som beskrivs i artikeln Marks härad.

## Geografi och natur
Karl Gustavs socken ligger nordost om Varberg mellan insjöarna Fävren i nordväst Oklången i nordost och Mäsen i söder. Socknen är en kuperad skogsbygd med odlingsbygd i dalar och vid sjöarna. Socknen är rik på sjöar. Mäsen delas med Nösslinge och Skällinge socknar i Varbergs kommun och Fävren delas med Kungsäters och Grimmareds socknar i Varbergs kommun samt Istorps socken i Marks kommun. Andra betydande sjöar är Valasjön som delas med Grimmareds socken, Oklången som delas med Kungsäters socken samt Skärsjön.
Stackenäs naturreservat är ett kommunalt naturreservat.
En sätesgård var Stackenäs säteri.

## Fornlämningar
En boplats från stenåldern är funnen. Från bronsåldern finns gravrösen. Från järnåldern finns gravar

## Namnet
Namnet som började användas från 1782 var en hyllning till Gustav IIIs son Karl Gustav (1782-1783). Socknen hette från början Skedeskamma (1545 Skidskemma), men fick kungligt tillstånd att byta namn till Karl Gustav från och med 1828. Bakom namnbytet låg ett missnöje med det tidigare namnet, som på bygdens dialekt uttalades ungefär ’Sketskamma’. 
Flera tolkningar har gjorts av det äldre namnet. Enligt Bengt Arne Persson, tidigare chef för Länsmuseet Varberg, är skede och kam äldre namn för skilje och ås. Området kan ha varit platsen för en tillfällig fredsuppgörelse mellan svenskar och danskar, varvid Skiljeåsen blev namnet på en naturlig gräns mellan de stridande. Namnet Skedeskamma har bevarats i traktens gårdsbeteckningar.

## Befolkningsutveckling
Befolkningen ökade från 580 1810 till 1 181 1870 varefter befolkningen minskade stadigt till 470 1980. 1990 hade bolkningen ökad blygsamt till 476.
| Befolkningsutvecklingen i Karl Gustavs socken, Västergötland 1810–1990                                  | Befolkningsutvecklingen i Karl Gustavs socken, Västergötland 1810–1990 | Befolkningsutvecklingen i Karl Gustavs socken, Västergötland 1810–1990 | Befolkningsutvecklingen i Karl Gustavs socken, Västergötland 1810–1990 | Befolkningsutvecklingen i Karl Gustavs socken, Västergötland 1810–1990 |
| --- | ---------------------------------------------------------------------- | ---------------------------------------------------------------------- | ---------------------------------------------------------------------- | ---------------------------------------------------------------------- |
| |                                                                        |                                                                        |                                                                        |                                                                        |
| År |                                                                        |                                                                        | Folkmängd                                                              |                                                                        |
| 1810 | 1810                                                                   |                                                                        | 580                                                                    |                                                                        |
| 1820 | 1820                                                                   |                                                                        | 683                                                                    |                                                                        |
| 1830 | 1830                                                                   |                                                                        | 796                                                                    |                                                                        |
| 1840 | 1840                                                                   |                                                                        | 921                                                                    |                                                                        |
| 1850 | 1850                                                                   |                                                                        | 995                                                                    |                                                                        |
| 1860 | 1860                                                                   |                                                                        | 1 091                                                                  |                                                                        |
| 1870 | 1870                                                                   |                                                                        | 1 181                                                                  |                                                                        |
| 1880 | 1880                                                                   |                                                                        | 1 136                                                                  |                                                                        |
| 1890 | 1890                                                                   |                                                                        | 1 080                                                                  |                                                                        |
| 1900 | 1900                                                                   |                                                                        | 1 004                                                                  |                                                                        |
| 1910 | 1910                                                                   |                                                                        | 855                                                                    |                                                                        |
| 1920 | 1920                                                                   |                                                                        | 849                                                                    |                                                                        |
| 1930 | 1930                                                                   |                                                                        | 710                                                                    |                                                                        |
| 1940 | 1940                                                                   |                                                                        | 609                                                                    |                                                                        |
| 1950 | 1950                                                                   |                                                                        | 607                                                                    |                                                                        |
| 1960 | 1960                                                                   |                                                                        | 555                                                                    |                                                                        |
| 1970 | 1970                                                                   |                                                                        | 494                                                                    |                                                                        |
| 1980 | 1980                                                                   |                                                                        | 470                                                                    |                                                                        |
| 1990 | 1990                                                                   |                                                                        | 476                                                                    |                                                                        |
| Anm: Källor: Umeå universitet - Tabellverket 1749-1859, Demografiska databasen, CEDAR, Umeå universitet |                                                                        |                                                                        |                                                                        |                                                                        |